# Modernine TV
Kanal 9 MCOT HD (thailändisch สถานีโทรทัศน์โมเดิร์นไนน์; bis 2002 Kanal 9)  ist ein in Thailand landesweit terrestrisch empfangbarer Fernsehsender. Eigentümer des Senders und Betreiber des Programms ist MCOT, ein ehemaliges Staatsunternehmen, das 2004 privatisiert wurde, dessen größter Anteilseigner aber weiterhin das Finanzministerium ist. Modernine hatte im zweiten Quartal 2011 eine durchschnittliche Einschaltquote von 9,1 % und einen Werbemarktanteil von 20,1 %.